# Таавет Роотсмяе
Таавет Яанович Роотсмяе (ест. Taavet Rootsmäe; 27 червня 1885 — 27 червня 1959) — естонський і радянський астроном.

## Життєпис

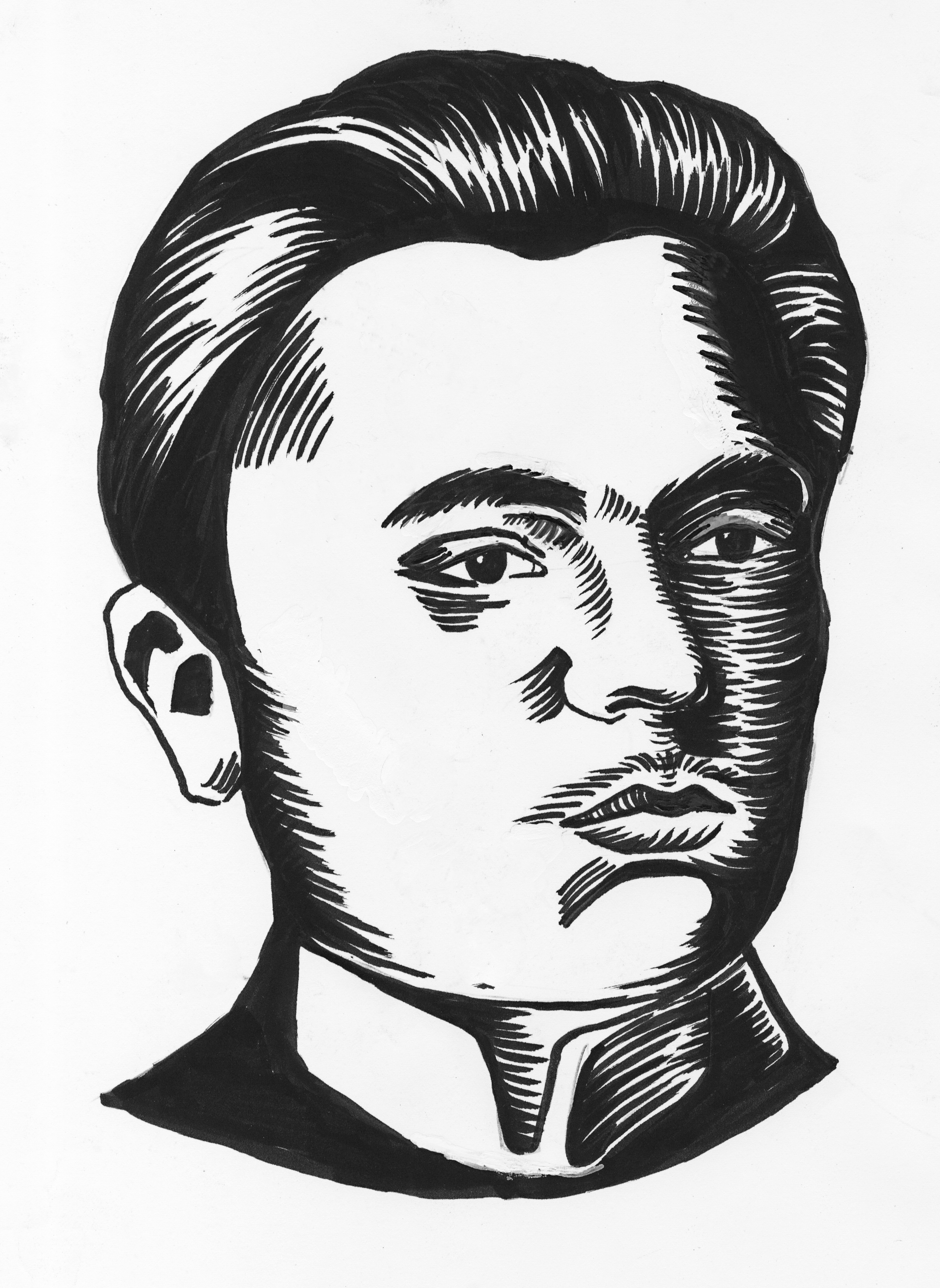
Таавет Роотсмяе

Народився у волості Кастро Винну (нині повіт Тартумаа, Естонія), в 1912 закінчив Тартуський університет. У 1919—1959 працював в Тартуському університеті (завідувач кафедрою астрономії, з 1924 — професор, у 1919—1948 — директор Тартуської обсерваторії.
Основні праці в області зоряної астрономії, а також геодезії та історії астрономії. Займався вивченням малих планет, метеорних потоків. Запропонував статистичні критерії для визначення віку зірок за їхнім рухом і використовував ці результати при вивченні еволюції зірок. Засновник естонської національної школи астрономів. Спільно з Ю.Лангом написав перший підручник астрономії естонською мовою. Вніс великий внесок у становлення Тартуської обсерваторії як наукового закладу. Налагодив видання праць обсерваторії, а також Астрономічного календаря. Проводив велику науково-популяризаторську роботу.